# A-90 Orlyonok

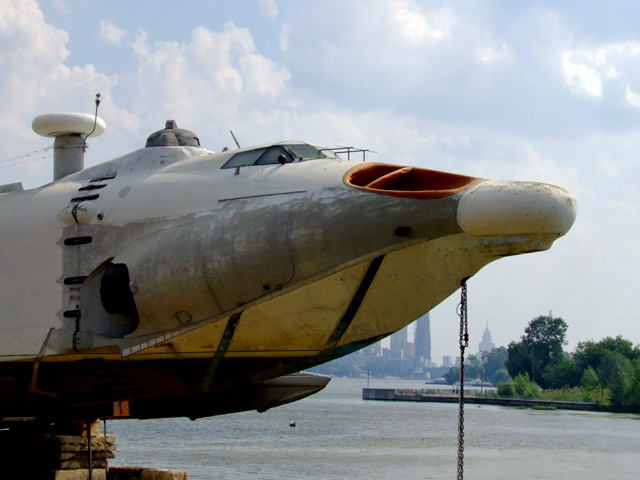

El Orliónok, también escrito Orlyonok (en ruso: Орлёнок, «aguilucho»), es un ekranoplano soviético, creado en 1972. Mide 58 m de largo y sus alas son más finas que las del Monstruo del Mar Caspio (ekranoplano KM), lo que le permite volar hasta los 300 m de altitud. Está concebido para misiones de asalto. Su desarrollo fue apoyado por el Mariscal Dmitri Ustínov, Ministro de Defensa de la URSS. Inicialmente se planeó construir alrededor de 120 ekranoplanos A-90 Orlyonok que serían destinados a la Armada Soviética. Posteriormente se redujo su número a menos de 30 vehículos, con intención de ser incorporados a las flotas del Mar Negro y el Mar Caspio. Ustinov moriría en 1985 y el nuevo Ministro de Defensa, el Mariscal Sokolov interrumpió la financiación del programa. Se construyeron únicamente 3 o 4 unidades, realizando su último vuelo en 1993.

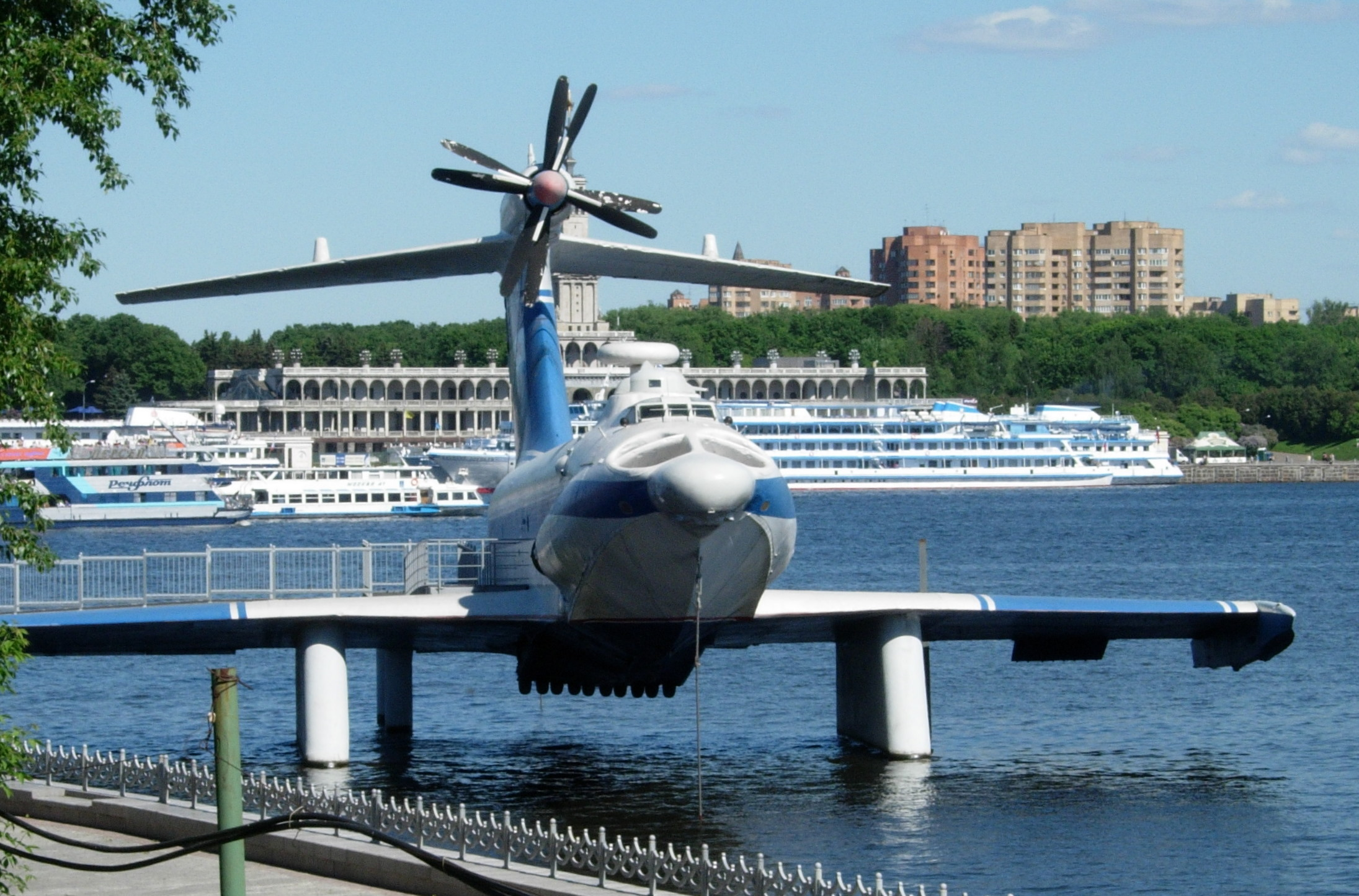
Después de la caída de la URSS, el A-90 Orlynok fue puesto en exposición en un río cerca de Moscú

## Historia
El comando de la Armada soviética de la década de 1960 estaba muy interesado en un transporte militar rápido capaz de transportar una gran carga útil. La Oficina Central de Diseño de Hidroala fue una de las organizaciones que trabajaban en este proyecto de alto secreto, del que se sabía poco hasta la caída de la Unión Soviética.
El diseñador jefe R.E. Alexeyev diseñó varios prototipos en la década de 1960. A principios de la década de 1970, Alexeyev diseñó un Ekranoplan de tamaño mediano para ser utilizado como transporte militar. El nuevo vehículo se llamaba "Orlyonok" ("Aguilucho"). La primera unidad voladora (S-21) se probó inicialmente en el río Volga en el otoño de 1972, y al año siguiente se desmanteló y se transportó al Mar Caspio para continuar con las pruebas. En 1975, el S-21 se estrelló durante las pruebas, más tarde demostró que se debía a una deficiencia en la aleación utilizada para el casco. Se usó una aleación diferente en todas las unidades posteriores construidas.

## Características A-90
Características generales
Tripulación: 6
Capacidad: 150 personas / 28,000 kg (61,729 lb)
Longitud: 58,1 m (190 pies 7 pulgadas)
Envergadura: 31,5 m (103 pies 4 pulgadas)
Altura: 16,3 m (53 pies 6 pulgadas)
Área del ala: 304 m² (3,270 pies cuadrados)
Peso máximo de despegue: 140,000 kg (308,647 lb)
Central eléctrica: 1 × motor turbopropulsor Kuznetsov NK-12MK, 11,033 kW (14,795 shp) montado en la unión de aleta / plano trasero
Central eléctrica: 2 motores turbofan Kuznetsov NK-8-4K, empuje de 103 kN (23,000 lbf) cada uno en la nariz
Hélices: hélice de velocidad constante contrarrotatoria de 8 palas
Actuación
Velocidad máxima: 400 km / h (250 mph, 220 kn)
Alcance: 1,500 km (930 mi, 810 nmi)
Techo de servicio: 3.000 m (9.800 pies)
Armamento: 2 ametralladoras de 12,7 mm en torretas dorsales gemelas

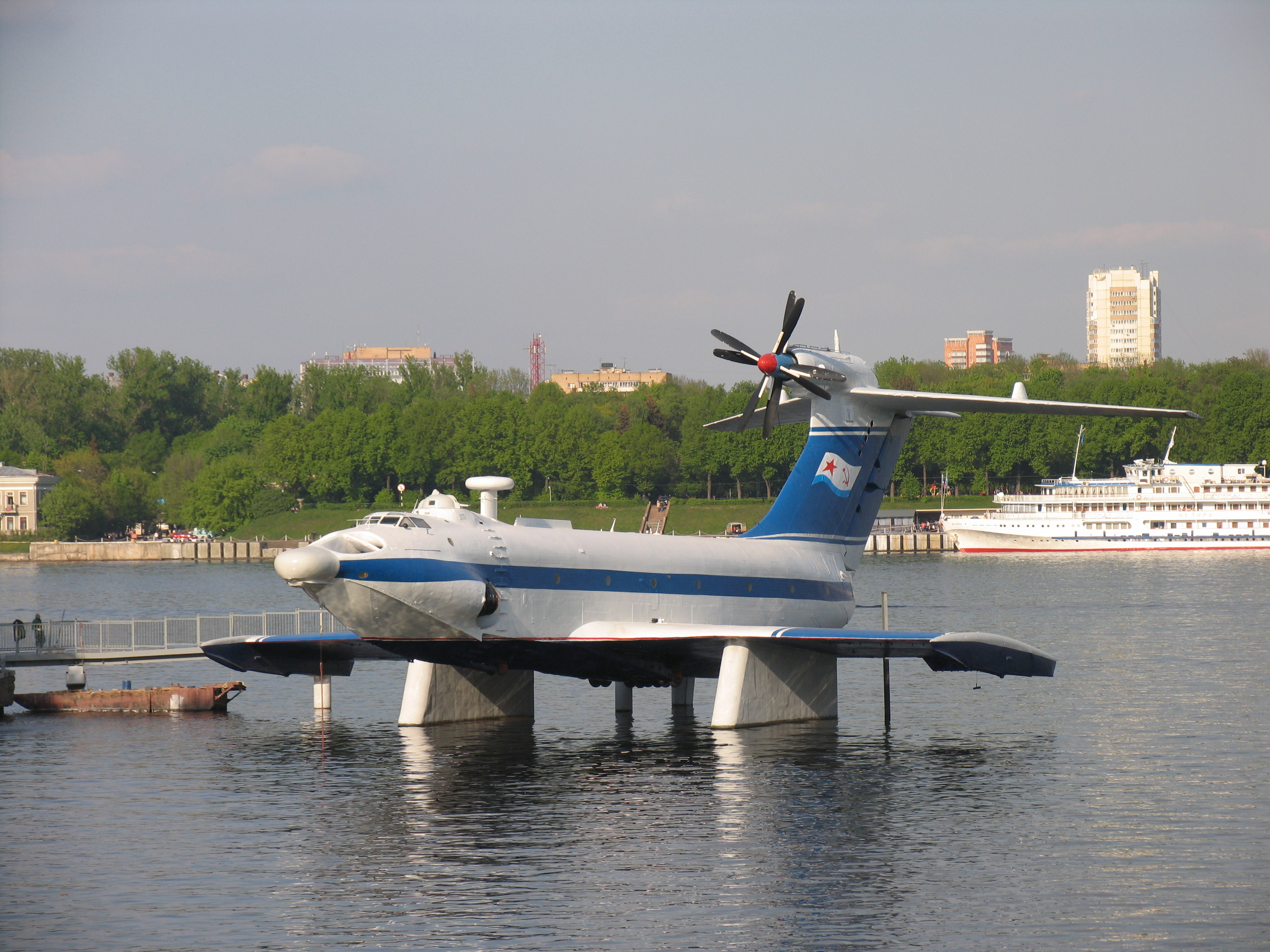
A-90 Orlyonok en Moscú.